# Попельнастое
Попельна́стое (укр. Попельнасте) — село, центр Попельнастовской сельской общины Александрийского района Кировоградской области Украины.
Население по переписи 2001 года составляло 1334 человека. Почтовый индекс — 28062. Телефонный код — 5235. Код КОАТУУ — 3520385501.
В селе родился Герой Советского Союза Иван Очеретько.